# Flatiron Building
Pour les articles homonymes, voir Flatiron.
Le Flatiron Building, anciennement « Fuller Building », est un immeuble de bureaux situé dans l'arrondissement de Manhattan, à New York, plus précisément dans le quartier de Midtown, au carrefour de la 23e rue, 5e avenue et Broadway, face à Madison Square. Il compte 21 étages et mesure 93 mètres de hauteur. Cet immeuble a donné son nom au quartier qui l'entoure, le Flatiron District.
Le terme « flatiron » signifie « fer à repasser ». Sa forme caractéristique est due au croisement à cet endroit de la Cinquième Avenue avec Broadway, qui est la seule avenue de New York ne respectant pas le plan d'alignement avec croisements à angles droits des autres artères. En conséquence, il a fallu construire un immeuble en pointe à l'intersection.

## Histoire

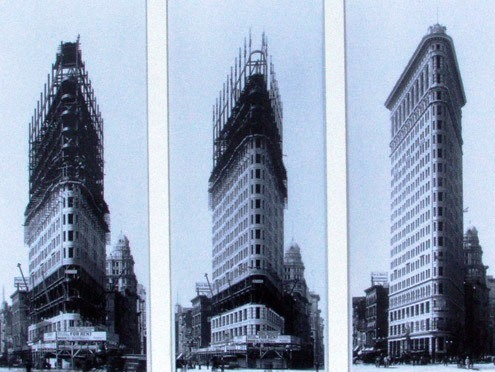
Archives provenant du New York Times relatant la construction du Flatiron Building entre 1901 et 1902.

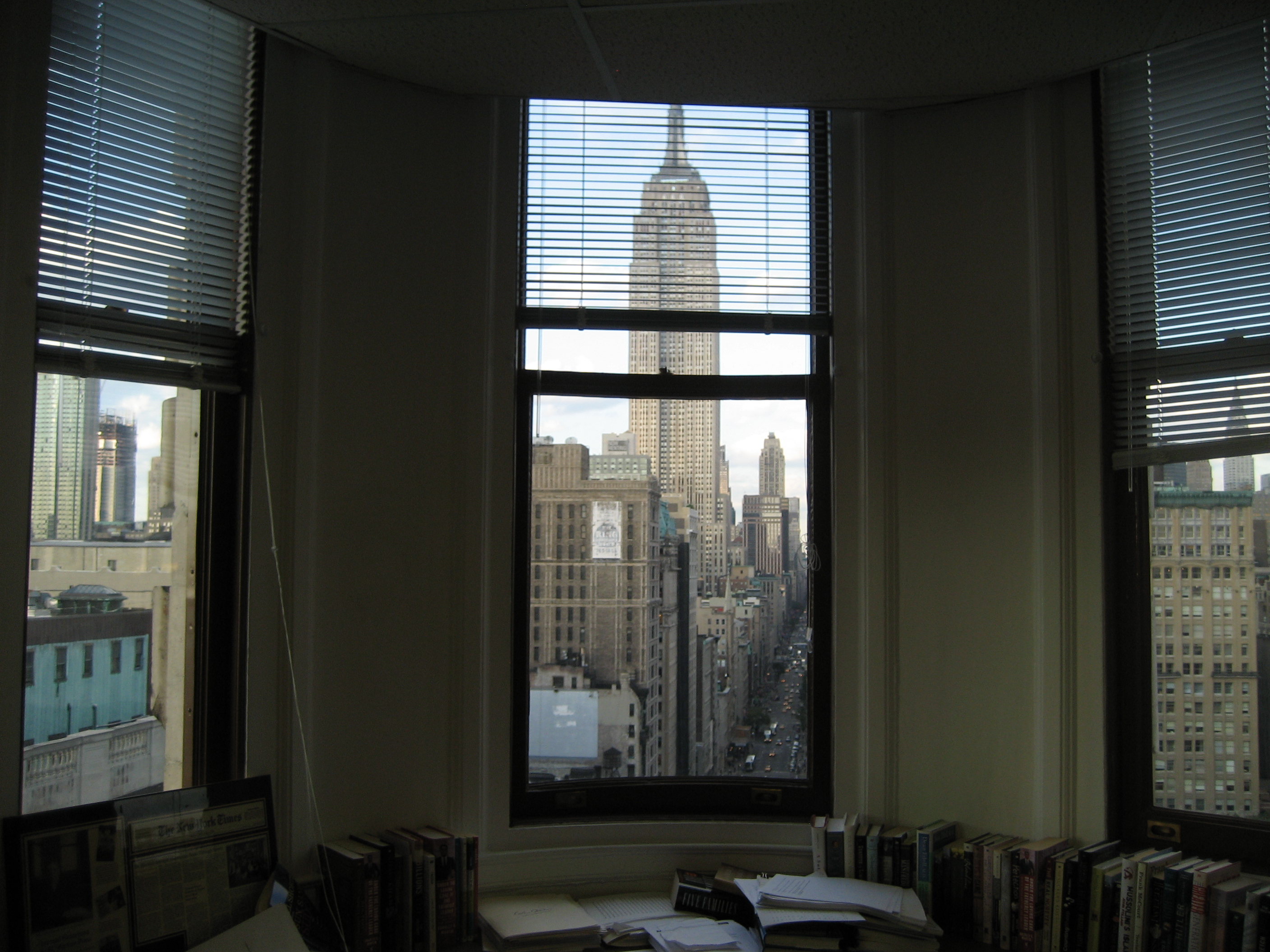
Vue de l'intérieur d'un bureau du Flatiron Building situé au bout de l'immeuble (2006).

Lors de son achèvement en 1902, le Flatiron est l'un des plus hauts gratte-ciel de Manhattan mais il n'a jamais été le plus haut du monde. Sa construction, en deux ans, est extrêmement rapide : chaque semaine, un nouvel étage est achevé. L'appartement du dernier étage est construit après le reste de l'édifice.
Le Flatiron Building a été construit pour abriter des sièges sociaux d'entreprises et des bureaux. Il a également accueilli le consulat de Russie. Le sous-sol a été occupé par un grand restaurant.
En 1989, le Flatiron Building est classé site historique national (National Historic Landmark ; NHL) par le National Park Service.
Le 20 mars 2023, l’immeuble est mis aux enchères, ses propriétaires n’ayant pas réussi à s’entendre sur les travaux nécessaires à sa mise aux normes. Le 22 mars 2023, le Flatiron Building est vendu pour 190 millions de dollars (environ 174 millions d’euros) à Jacob Garlick,. Le prix est presque quatre fois plus élevé que sa mise à prix de départ, qui était de 50 millions de dollars demandés (45 millions d’euros). Le nouveau propriétaire, Jacob Garlick, est un spécialiste de la finance qui a créé le fonds d’investissement Abraham Trust,. Un des enchérisseurs a estimé le montant des travaux de réfection nécessaires dans l’immeuble à 100 millions de dollars. Depuis le départ de son dernier locataire en 2019, l'éditeur MacMillan Publishers, le Flatiron Building était vide. Les cinq propriétaires de l'époque n'avaient alors pas pu se mettre d'accord sur sa rénovation, ni sur son utilisation.

## Description

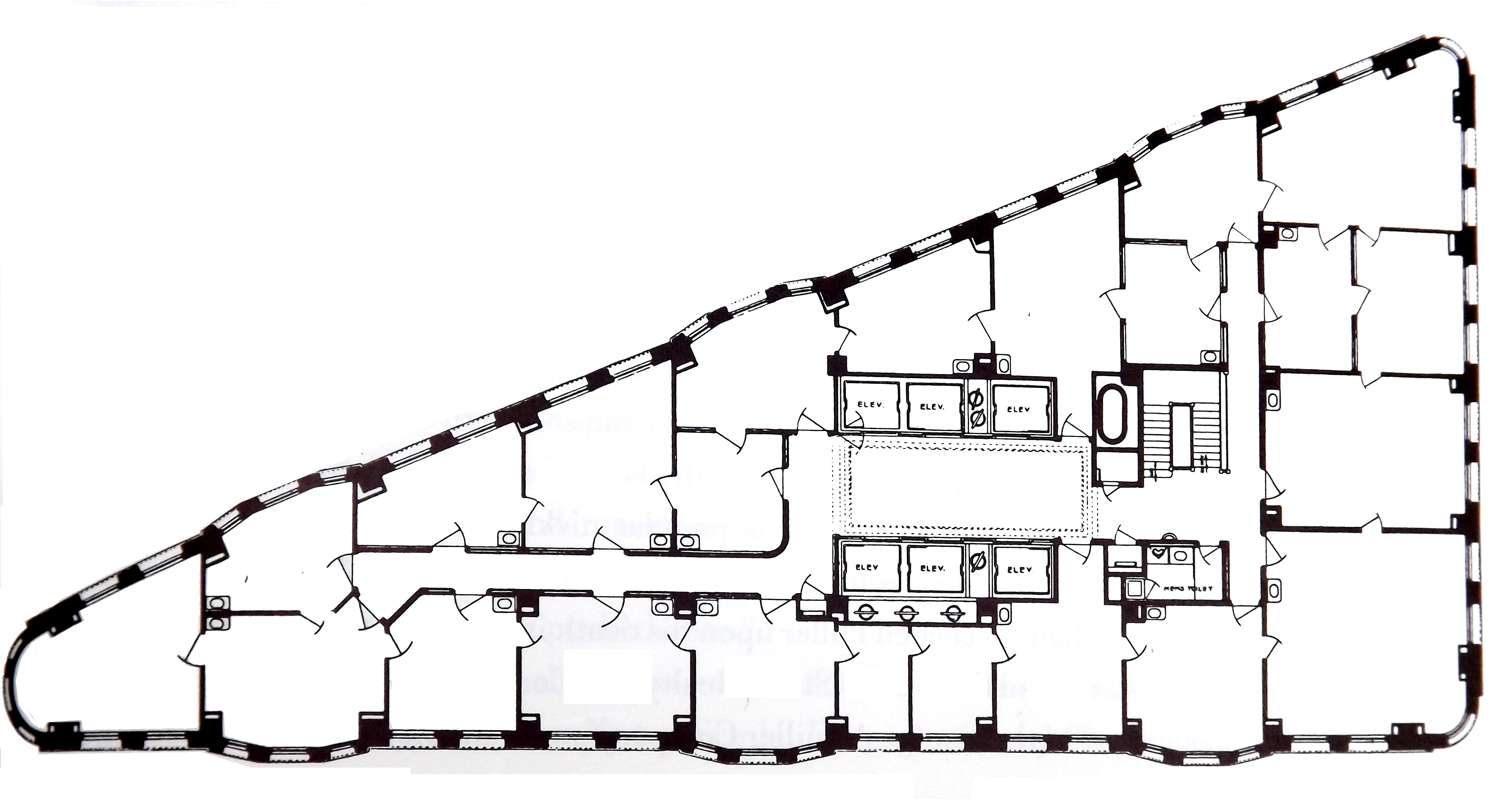
Le plan typique d'un étage.

L'immeuble est édifié selon un plan triangulaire : le côté le plus court donne sur la 23e Rue mais son adresse est sur la 5e Avenue. La forme est celle d'un triangle rectangle. Il a été dessiné par l'architecte de Chicago Daniel Burnham, qui appartient à l'École d'architecture de Chicago (le Flatiron Building incarne la conception de l'École de Chicago). Daniel Burnham a choisi le style Beaux-Arts et développé les ordres grecs classiques. Les trois façades sont divisées horizontalement en trois parties. Doté d'une structure en acier, il pèse environ 332 000 tonnes. À l’origine, la structure mesurait environ 87 mètres de hauteur avec 20 étages et un attique. Après un agrandissement en 1905, le bâtiment s’élevait à 94 mètres de haut avec 21 étages.

### Façades

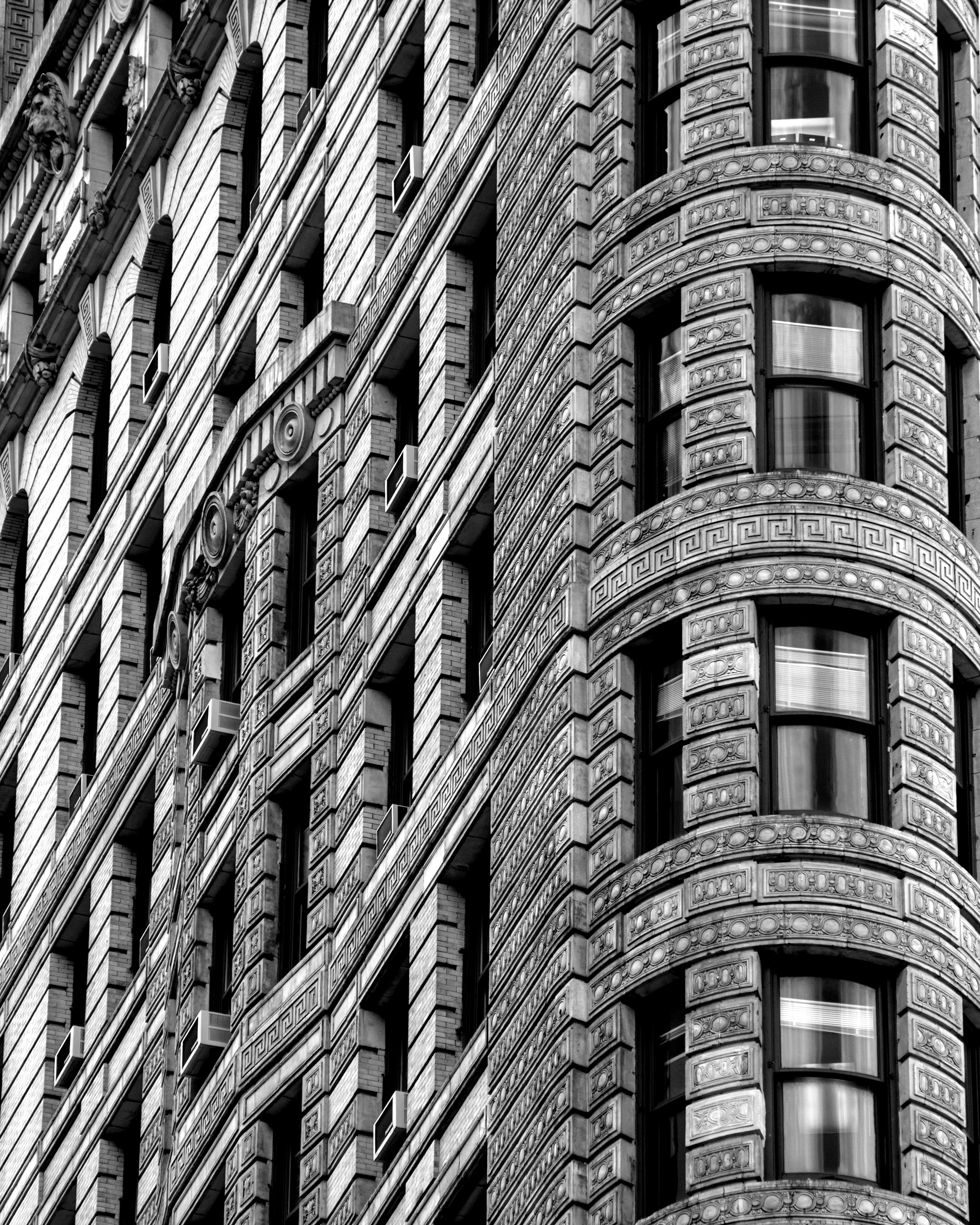
Les détails de la façade.

Les façades reprennent les éléments d’une colonne grecque classique : une base, un fût et un chapiteau. Les baies sont disposées par paires. Les coins sud-ouest et sud-est sont incurvés, avec une fenêtre arrondie sur chaque étage au-dessus de la base. Chaque étage de la partie incurvée donnant sur la 23e Rue contient trois fenêtres à guillotine. La fenêtre centrale est plus large que les deux autres.
La base de l’immeuble, soit les trois premiers niveaux, est en pierre calcaire, afin d'exprimer la solidité et la stabilité. Le décor se compose de couronnes de lauriers entre des masques, des fleurons, des entrelacs et des frises grecques.
Pour les étages situés au-dessus de la base, les murs sont recouverts de terre cuite émaillée fabriquée par l’Atlantic Terra Cotta Company a Tottenville, Staten Island. Les façades sont agrémentées de nombreux éléments décoratifs tels que des corniches, des moulures et des oriels. Les frises grecques et les entrelacs courent tout le long et laissent apparaître l’appareillage de briques.
Les derniers étages sont chargés d'ornementations : des colonnes baguées et des masques, ainsi que des têtes de lions sculptées. Comme un  palazzo italien, l'édifice est couronné d’une large corniche.

## Arts, ruptures, continuités
En raison de son aspect original et moderne, le Flatiron Building a été tout à la fois admiré et critiqué. Les critiques se concentrèrent rapidement sur sa forme : il fut ainsi qualifié de « pelle à tarte » par certains. D'autres ont remis en question la capacité de l'immeuble à résister au vent et ont craint son effondrement.

### Une forme innovante et audacieuse
Sa forme triangulaire, inspirée de l’îlot où il est édifié, est unique pour l’époque. Elle rappelle la silhouette d’un fer à repasser (d’où son nom anglais de « Flatiron »), rompant avec les plans rectangulaires classiques. Le Flatiron Building est l’un des premiers gratte-ciel construits avec une ossature métallique, une technique révolutionnaire au début du XXe siècle. Cette innovation permet une hauteur impressionnante de 87 mètres, tout en garantissant une solidité remarquable. Situé à l’intersection de Broadway et de la Cinquième Avenue, le bâtiment devient rapidement un symbole de l’essor technologique et économique de New York, marquant le début de l'ère des gratte-ciel.

### Une inspiration classique et traditionnelle

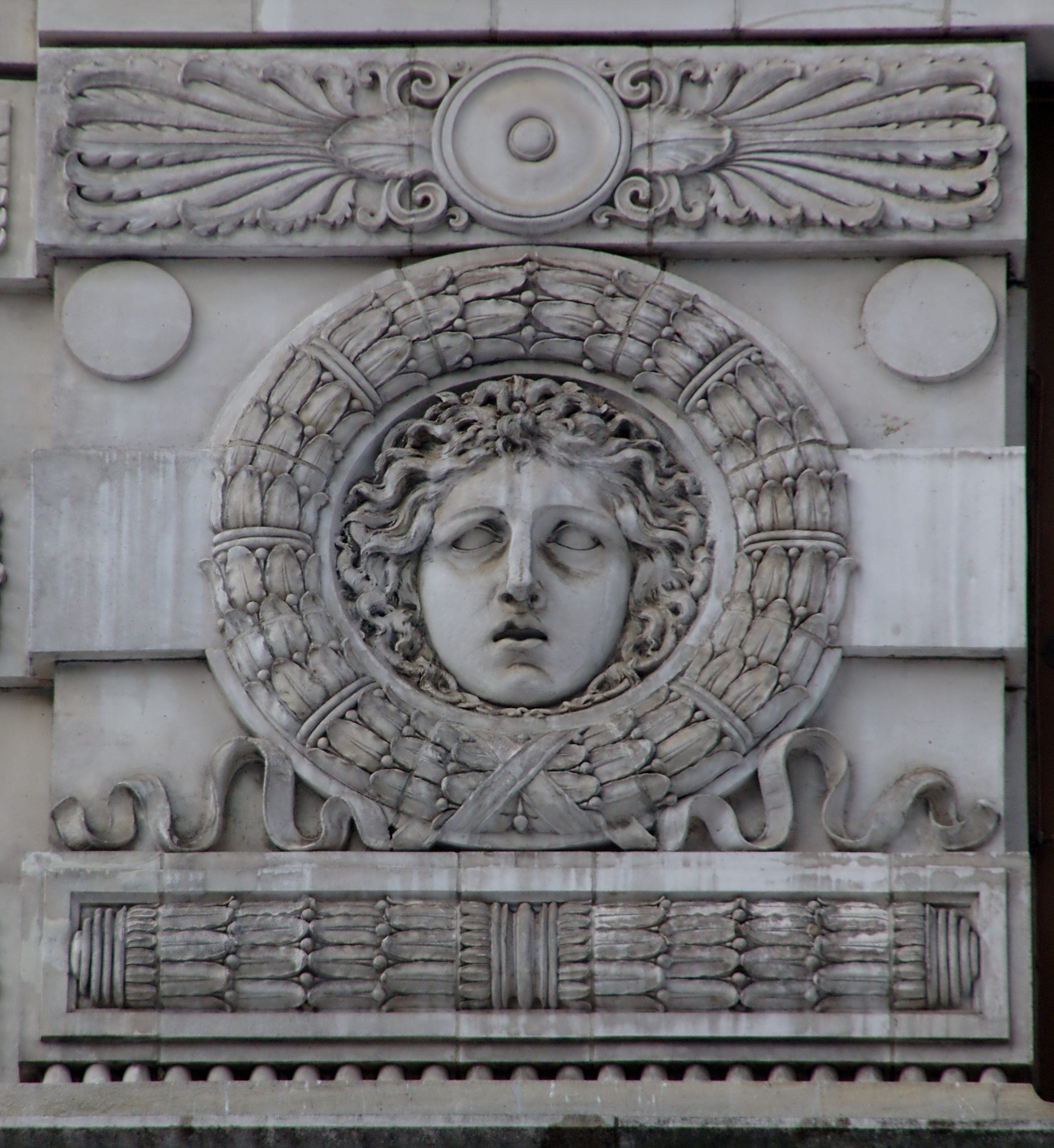
Détail du décor de la façade. Un masque de Gorgone.

Malgré sa forme originale, le Flatiron Building reprend les codes de l’architecture classique. L’architecte Daniel Burnham s’inspire du style Beaux-Arts, alors très en vogue aux États-Unis, marqué par une grande richesse ornementale. Ainsi, la façade reprend une composition classique en trois parties : à la base, un soubassement massif, qui évoque le socle des temples antiques. Le corps central adopte des fenêtres régulières et verticales, ce qui peut faire penser aux colonnes des édifices grecs et romains. Enfin, le couronnement se compose d'un attique orné, inspiré des corniches de l’architecture gréco-romaine. La façade est décorée de motifs sculptés sophistiqués, comme des guirlandes et des colonnes d’inspiration corinthienne, directement hérités des styles antiques et de la Renaissance.

### Le Flatiron dans l'art
Le Flatiron Building a rapidement été admiré pour son caractère photogénique et devint un emblème de la ville de New York. Outre Alfred Stieglitz et Edward Steichen, des photographes comme Alvin Langdon Coburn, Jessie Tarbox Beals, Fred Stein, les peintres de l'Ash Can School comme John Sloan, Everett Shinn et Ernest Lawson, ainsi que Paul Cornoyer et Childe Hassam, le lithographe Joseph Pennell, l'illustrateur John Edward Jackson ainsi le cubiste Albert Gleizes ont tous traité le Flatiron comme sujet d'œuvres.

### Dans la culture populaire

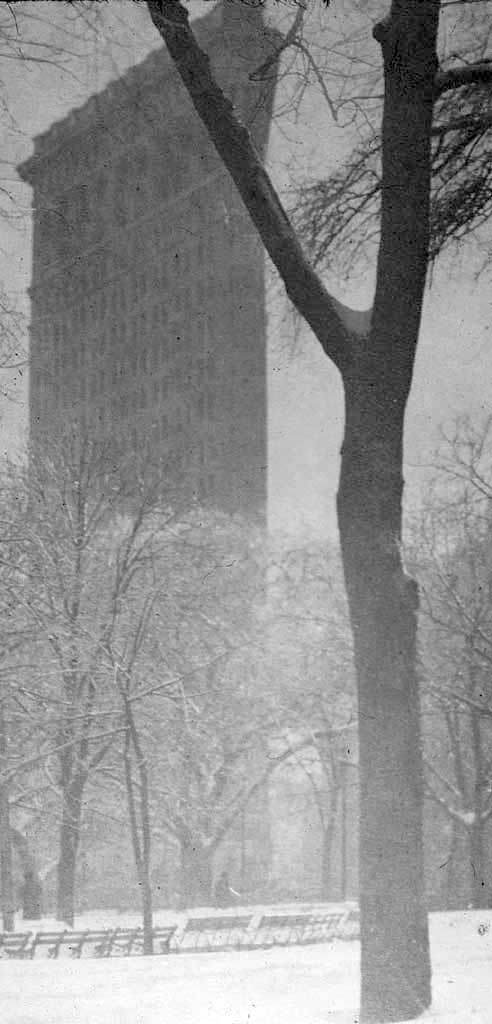
Flat Iron Building, New York. Photographie d'Alfred Stieglitz en 1903.

L'un des premiers films à représenter le Flatiron Building est créé par Robert Bonine, qui utilise un Kinétographe pour filmer le bâtiment le 8 octobre 1902, seulement une semaine après son ouverture. Dans le film comique L'Adorable Voisine (1958) de Richard Quine, James Stewart et Kim Novak sont filmés au sommet du Flatiron Building dans une scène romantique. Pour le film Reds (1981) de Warren Beatty, la base du bâtiment est utilisée pour une scène avec Diane Keaton.
L'immeuble est utilisé dans les films Spider-Man : en effet, il abrite le Daily Bugle, le journal où travaille Peter Parker. Toujours dans l'univers des comics, un des étages sert de quartier général aux « P'tits Gars » dans le comics The Boys publié chez Dynamite Entertainment, et dans l'adaptation télévisée à partir de la troisième saison.
Dans Usual Suspects (1995), un plan montre l'immeuble dans toute sa hauteur. Dans le film Godzilla (1998), le Flatiron Building est détruit accidentellement par l'armée américaine. Dans le film Monsieur Popper et ses pingouins, le bureau de monsieur Popper est situé dans l'immeuble, ce dernier étant agent immobilier, il cherche à l'acquérir. Son image est également présente dans la trilogie John Wick.
Dans le clip vidéo du morceau de musique électronique Seven Days and One Week (1996) du groupe français BBE, plusieurs séquences montrent une jeune femme marchant dans les rues de Manhattan et se tenant debout devant le bâtiment.
La marque Electro-Harmonix propose une pédale d'effet de fuzz pour guitare, appelée Flatiron Fuzz, portant un dessin stylisé de l'immeuble. L'immeuble apparaît dans les jeux vidéo Grand Theft Auto IV et Grand Theft Auto: Chinatown Wars sous le nom de Triangle Building.
En 2013, le Whitney Museum of American Art installe une réplique grandeur nature en 3D de Nighthawks, le tableau d'Edward Hopper datant de 1942, dans le Flatiron Art Space, sur la proue du bâtiment. Bien qu'Edward Hopper ait déclaré que son tableau avait été inspiré par un restaurant de Greenwich Village, la proue rappelle la peinture et a été choisie pour exposer les découpes en deux dimensions.
En 2014, la gamme Lego Architecture produit un modèle du Flatiron Building pour compléter sa série de monuments. La série suivante, New York City, introduite en 2015, incluait également le bâtiment.
Le Flatiron Building a fait l'objet d'un livre, The Flatiron: The New York Landmark and the Incomparable City that Arose With It, publié en 2010 et écrit par Alice Sparberg Alexiou.
Aujourd'hui, le Flatiron Building est fréquemment utilisé dans les publicités et les documentaires télévisés comme un symbole facilement reconnaissable de la ville. On le voit par exemple dans le générique d'ouverture du Late Show with David Letterman ou dans les scènes de la ville de New York (États-Unis) qui apparaissent lors des transitions dans les sitcoms Friends, Spin City et Les Dessous de Veronica.

## Galerie d'images

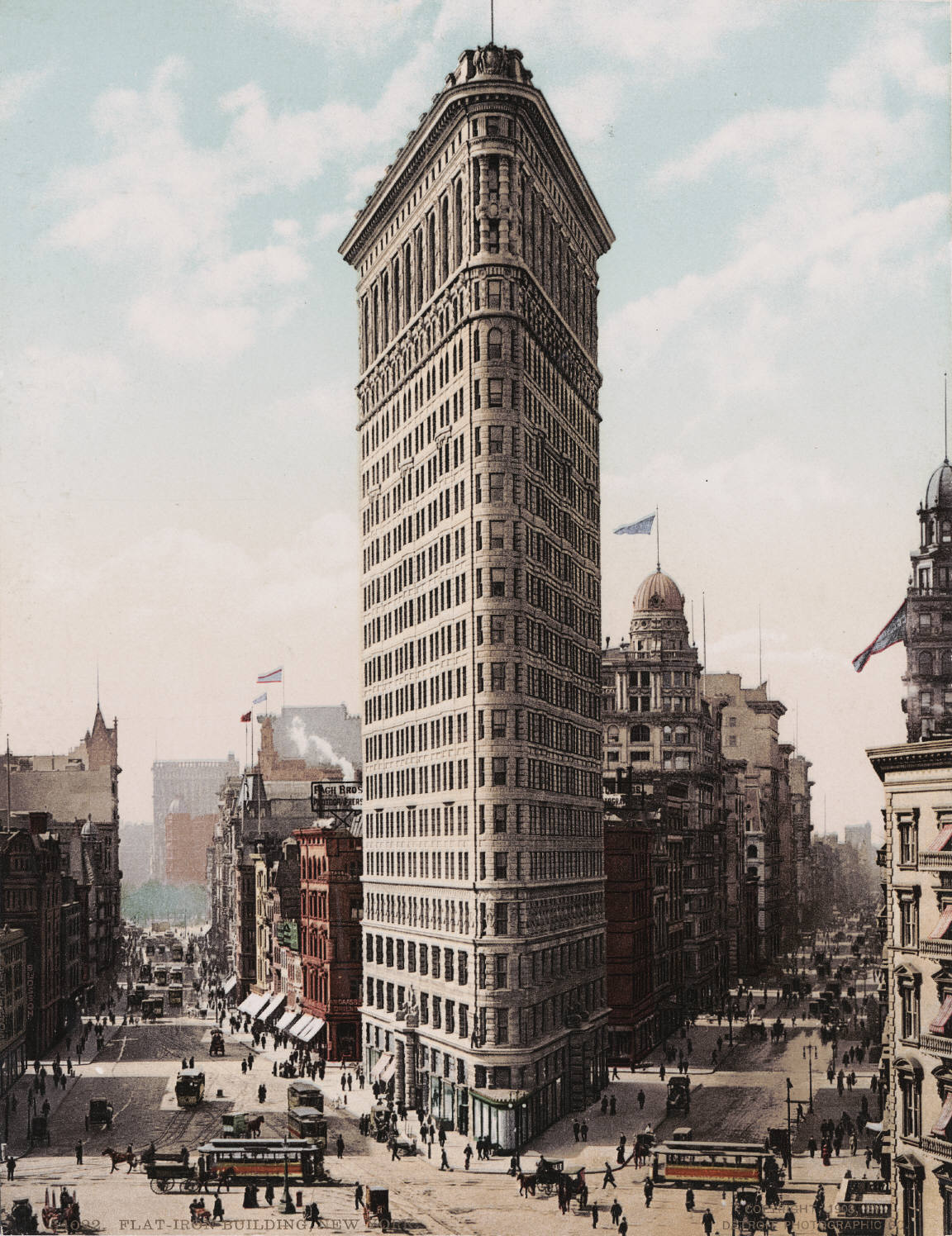
Le Flatiron Building (1903).
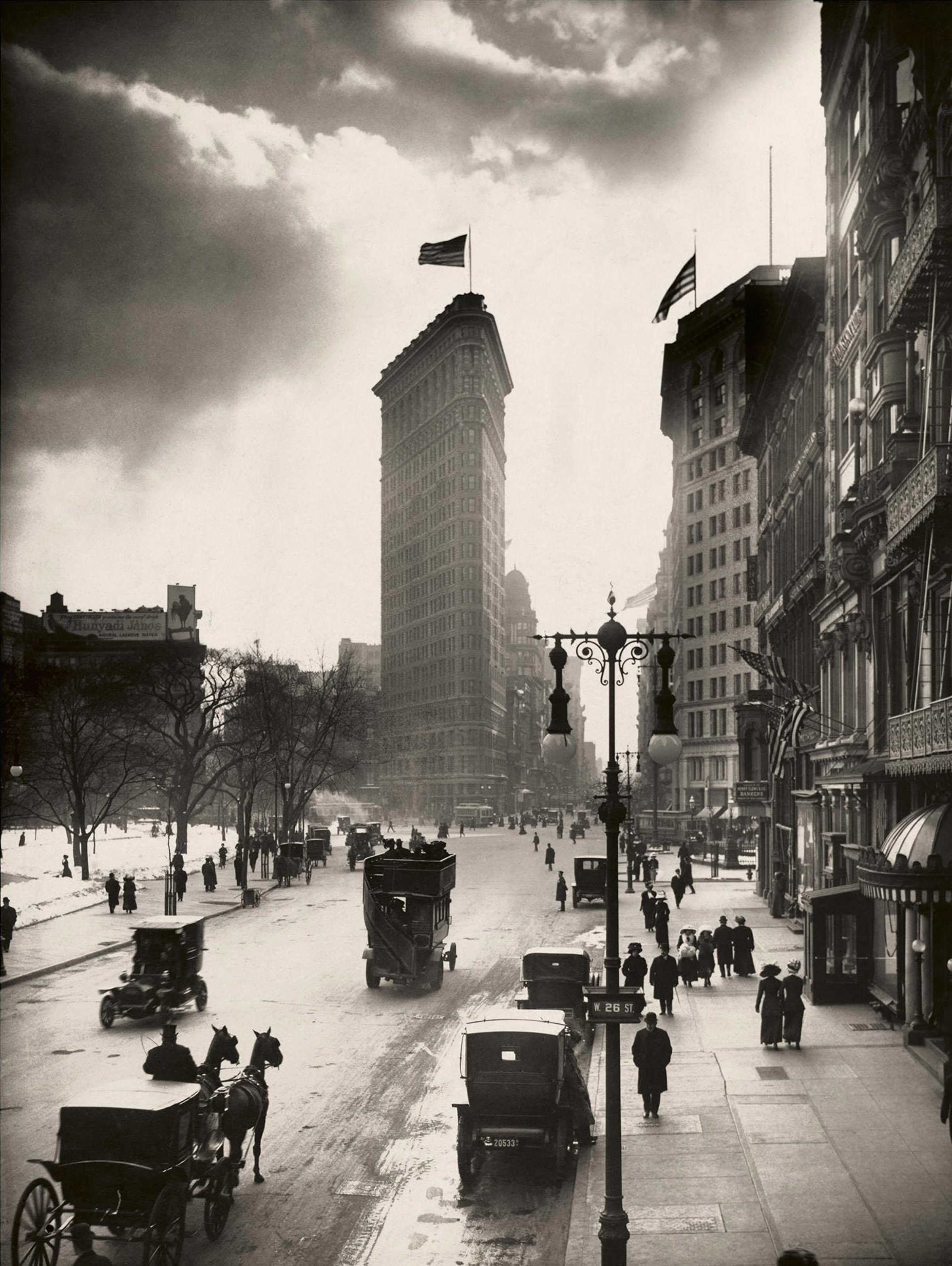
Le Flatiron Building (1918).
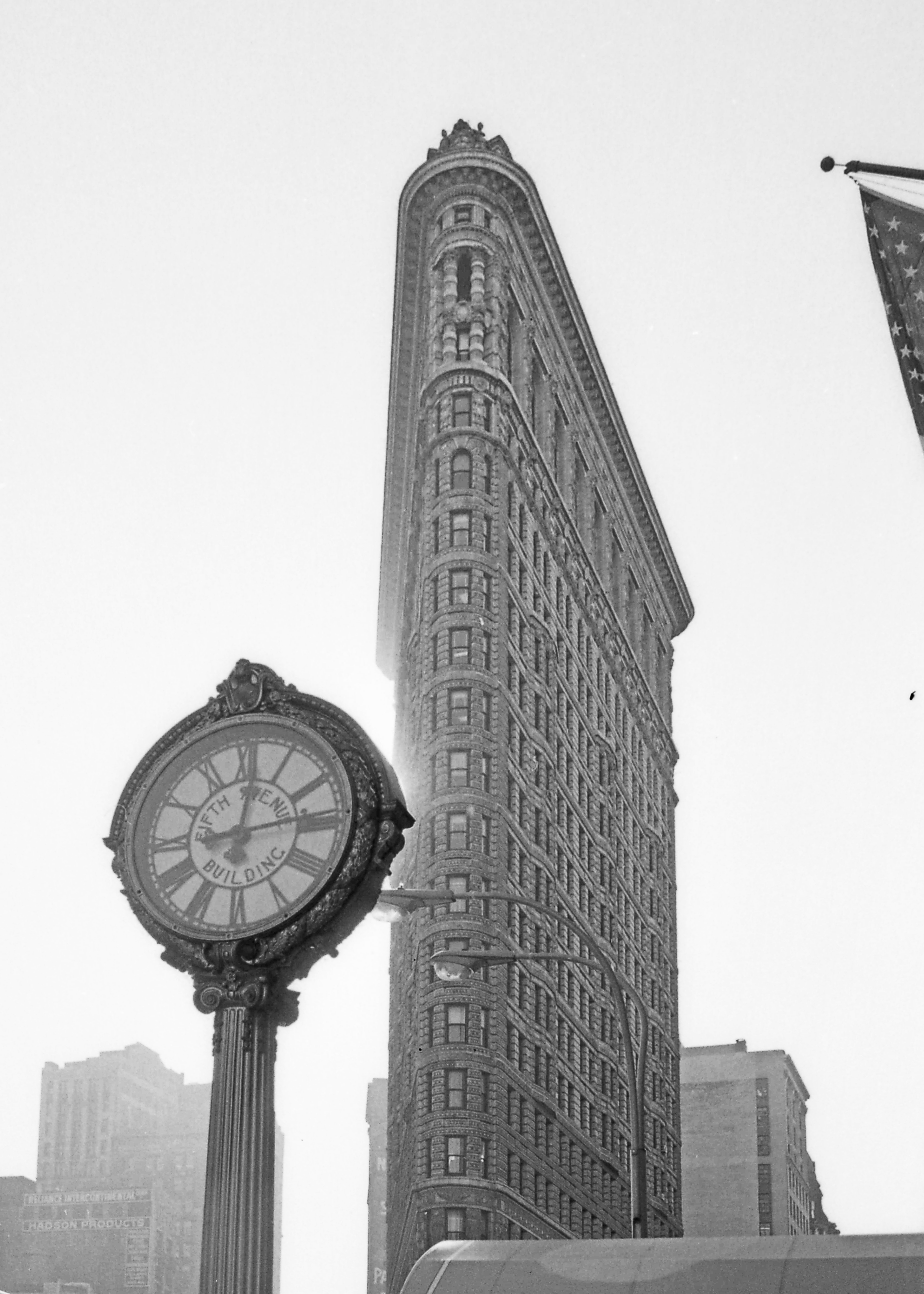
Le Flatiron Building (1969).
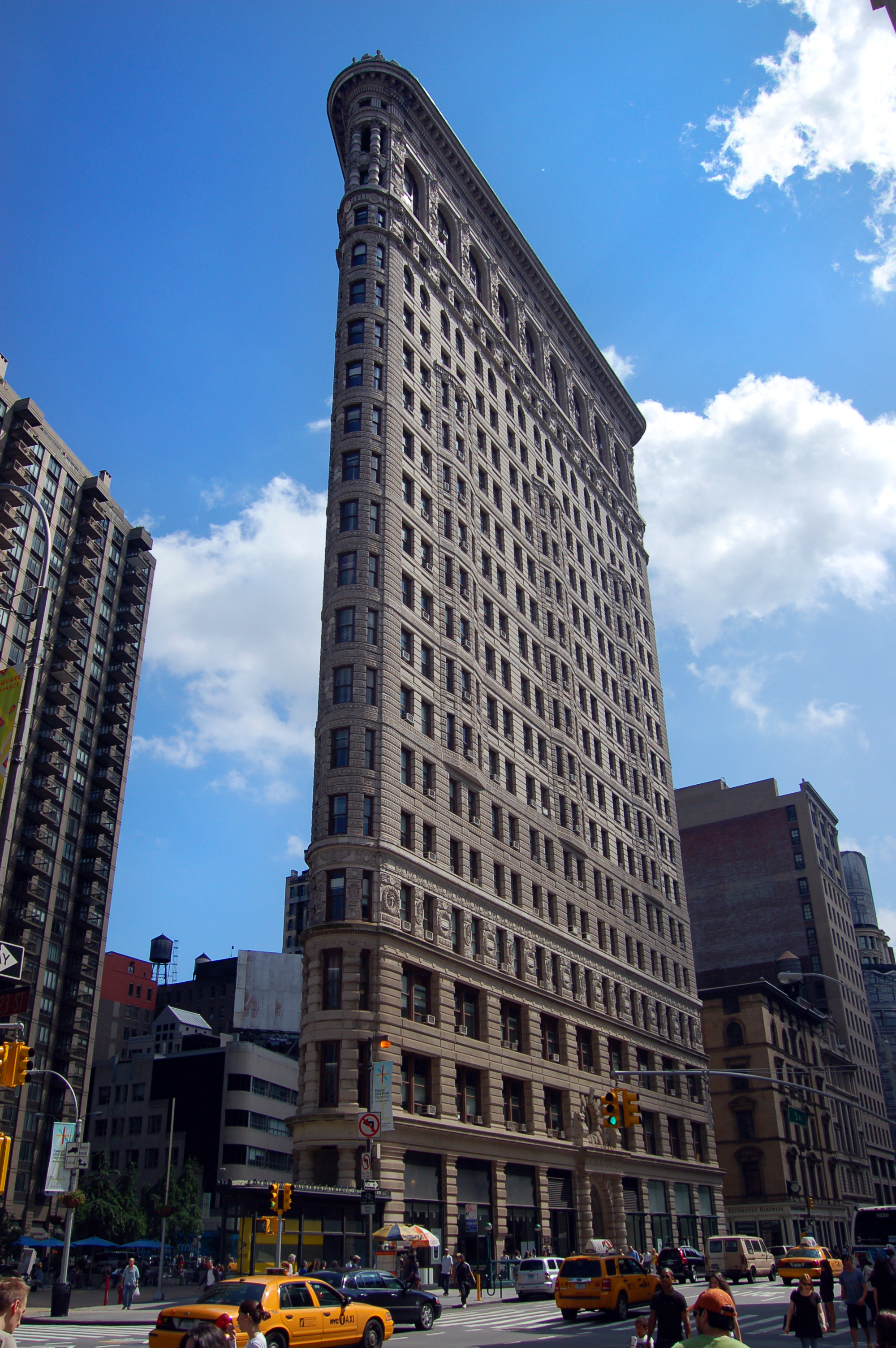
Vue de côté.
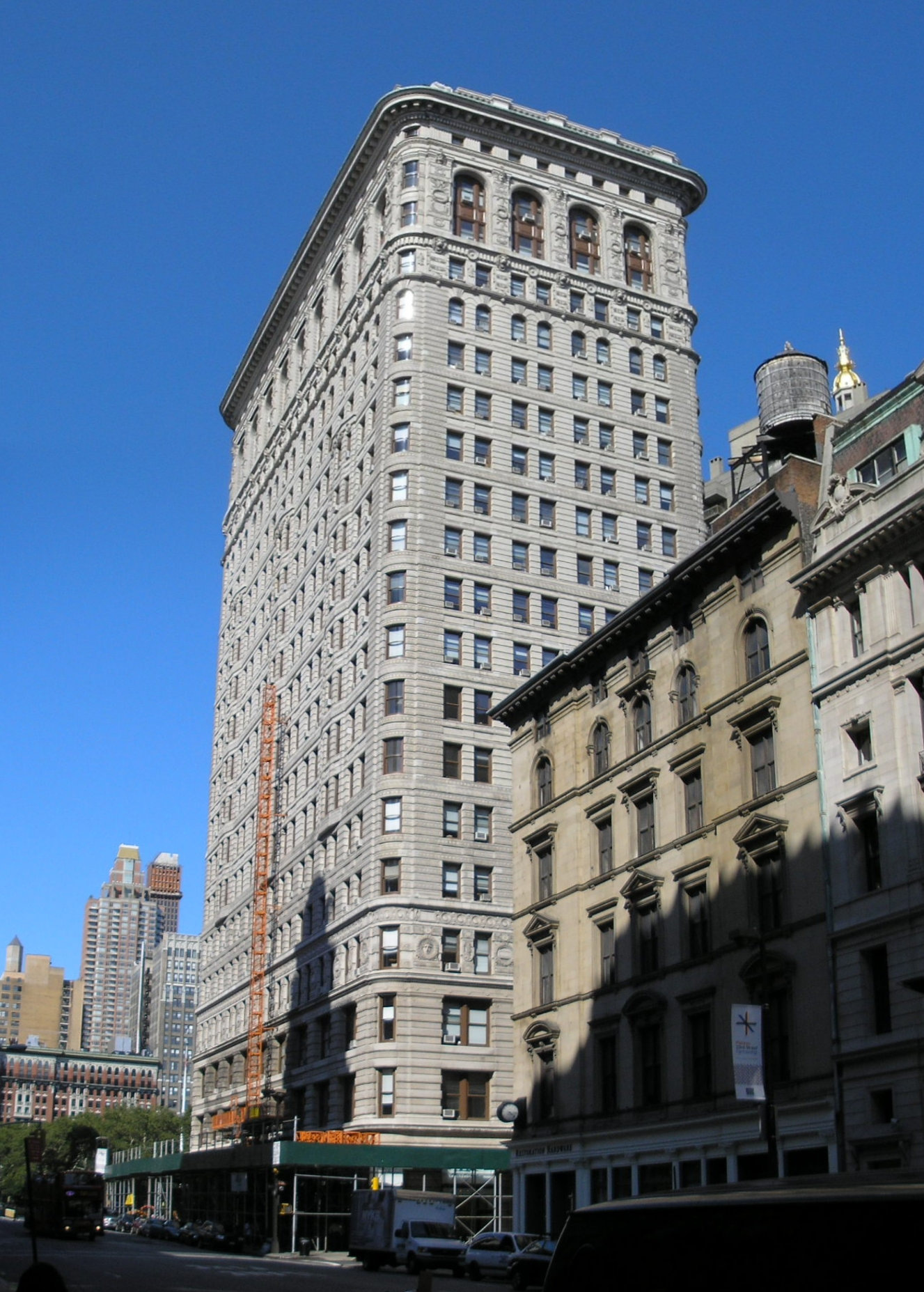
Vue de l'arrière du bâtiment.